# 2000年の相撲
2000年の相撲（2000ねんのすもう）は、2000年の相撲関係のできごとについて述べる。

## アマチュア相撲
- 4月、名古屋大学相撲部創部（前身の名古屋帝国大学相撲部の再建となる）。

## 大相撲

### できごと
- 1月、14日に年寄大鳴戸（元前頭4枚目吉の谷）死去、50歳。1月場所後の番付編成会議で貴ノ浪の大関復帰を決定。役員改選が行われ、理事、監事共に選挙になった。理事長時津風が2選、新理事に若藤、若松、新監事に八角。
- 3月、3月場所限りで若乃花引退、年寄藤島襲名。場所後の番付編成会議で武双山の大関昇進決定。
- 4月、元前頭筆頭巌雄引退、準年寄巌雄承認。30日、横綱審議委員会の稽古総見が国技館の本土俵で行われた。初めて一般公開され、約4500人が来場した。
- 5月、力士会から有珠山火山活動災害義援金を日本赤十字社を通じて寄付した。5月場所千秋楽、優勝した魁皇に森喜朗首相が内閣総理大臣杯を手渡した。場所後の番付編成会議で雅山の大関昇進決定。
  - 5月場所から永谷園が懸賞の提供を始める[1]。
  - 5月場所7日目、朝ノ霧が不浄負け。（大相撲史上83年ぶり2度目の珍事）
- 6月、大鵬親方が国技館で還暦土俵入り。
- 7月、式守勘太夫が30代式守伊之助に昇格。場所後の番付編成会議で魁皇の大関昇進決定。
  - 19日、名古屋場所11日目をジャック・シラク仏大統領が観戦。新設した「フランス共和国大統領杯」トロフィー（ピエール・スーラージュ作）を日本相撲協会に贈呈した[2]。
- 8月、元前頭北勝鬨引退、年寄勝ノ浦襲名。
- 9月、元関脇琴錦引退、準年寄琴錦承認。元関脇水戸泉引退、年寄錦戸襲名。9月場所後の番付編成会議で武双山が大関復帰。木村容堂が31代式守伊之助に昇格。
- 10月、秋巡業で横綱、大関らが握手会などの入場者サービスを行うようになった。
- 12月、決まり手を70手から82手に増やし、勝負結果も3つ増えて5に。

### 本場所

#### 一月場所（初場所）
両国国技館（東京都）を会場に、初日の1月9日（日）から千秋楽の1月23日（日）までの15日間開催された。
| タイトル     | タイトル     | 人物（所属部屋 出身地） - 成績 |
| ------------ | ------------ | --- |
| 幕内最高優勝 | 幕内最高優勝 | 武双山正士（武蔵川部屋 茨城県水戸市出身） - 13勝2敗                                                                                 |
| 三賞         | 殊勲賞       | 武双山正士（武蔵川部屋 茨城県水戸市出身） - 13勝2敗（6場所ぶり5回目） 雅山哲士（武蔵川部屋 茨城県水戸市出身） - 12勝3敗（初受賞）   |
| 三賞         | 敢闘賞       | 隆乃若勇紀（鳴戸部屋 長崎県北松浦郡生月町出身） - 10勝5敗（初受賞） 旭天鵬勝（大島部屋 モンゴル・ナライハ出身） - 11勝4敗（初受賞） |
| 三賞         | 技能賞       | 武双山正士（武蔵川部屋 茨城県水戸市出身） - 13勝2敗（23場所ぶり3回目）                                                              |
| 十両優勝     | 十両優勝     | 小城錦康年（出羽海部屋 千葉県市川市出身） - 13勝2敗                                                                                 |

#### 三月場所（春場所、大阪場所）
大阪府立体育会館（大阪市）を会場に、初日の3月12日（日）から千秋楽の3月26日（日）までの15日間開催された。
| タイトル     | タイトル     | 人物（所属部屋 出身地） - 成績 |
| ------------ | ------------ | --- |
| 幕内最高優勝 | 幕内最高優勝 | 貴闘力忠茂（二子山部屋 兵庫県神戸市兵庫区出身） - 13勝2敗（初優勝）                                                                               |
| 三賞         | 殊勲賞       | 貴闘力忠茂（二子山部屋 兵庫県神戸市兵庫区出身） - 13勝2敗（16場所ぶり3回目）                                                                      |
| 三賞         | 敢闘賞       | 雅山哲士（武蔵川部屋 茨城県水戸市出身） - 11勝4敗（6場所ぶり2回目） 貴闘力忠茂（二子山部屋 兵庫県神戸市兵庫区出身） - 13勝2敗（21場所ぶり10回目） |
| 三賞         | 技能賞       | 武双山正士（武蔵川部屋 茨城県水戸市出身） - 12勝3敗（2場所連続4回目）                                                                             |
| 十両優勝     | 十両優勝     | 栃乃花仁（春日野部屋 岩手県九戸郡山形村出身） - 13勝2敗 ※優勝決定戦勝利                                                                           |

#### 五月場所（夏場所）
両国国技館（東京都）を会場に、初日の5月7日（日）から千秋楽の5月21日（日）までの15日間開催された。
| タイトル     | タイトル     | 人物（所属部屋 出身地） - 成績 |
| ------------ | ------------ | --- |
| 幕内最高優勝 | 幕内最高優勝 | 魁皇博之（友綱部屋 福岡県直方市出身） - 14勝1敗（初優勝） |
| 三賞         | 殊勲賞       | 魁皇博之（友綱部屋 福岡県直方市出身） - 14勝1敗（13場所ぶり9回目） |
| 三賞         | 敢闘賞       | 雅山哲士（武蔵川部屋 茨城県水戸市出身） - 11勝4敗（2場所ぶり3回目） 魁皇博之（友綱部屋 福岡県直方市出身） - 14勝1敗（3場所ぶり5回目） 栃乃花仁（春日野部屋 岩手県九戸郡山形村出身） - 12勝3敗（初受賞） |
| 三賞         | 技能賞       | 栃乃花仁（春日野部屋 岩手県九戸郡山形村出身） - 12勝3敗（初受賞） |
| 十両優勝     | 十両優勝     | 若の里忍（鳴戸部屋 青森県弘前市出身） - 12勝3敗 |

#### 七月場所（名古屋場所）
愛知県体育館（名古屋市）を会場に、初日の7月9日（日）から千秋楽の7月23日（日）までの15日間開催された。
| タイトル     | タイトル     | 人物（所属部屋 出身地） - 成績 |
| ------------ | ------------ | --- |
| 幕内最高優勝 | 幕内最高優勝 | 曙太郎（東関部屋 アメリカ合衆国ハワイ州オアフ島出身） - 13勝2敗（19場所ぶり10回目）                                                       |
| 三賞         | 殊勲賞       | 魁皇博之（友綱部屋 福岡県直方市出身） - 11勝4敗（2場所連続10回目）                                                                        |
| 三賞         | 敢闘賞       | 高見盛精彦（東関部屋 青森県北津軽郡板柳町出身） - 10勝5敗（初受賞） 安美錦竜児（安治川部屋 青森県西津軽郡深浦町出身） - 10勝5敗（初受賞） |
| 三賞         | 技能賞       | 栃東大裕（玉ノ井部屋 東京都足立区出身） - 12勝3敗（4場所ぶり5回目）                                                                       |
| 十両優勝     | 十両優勝     | 若の里忍（鳴戸部屋 青森県弘前市出身） - 13勝2敗                                                                                           |

#### 九月場所（秋場所）
両国国技館（東京都）を会場に、初日の9月3日（日）から千秋楽の9月17日（日）までの15日間開催された。
| タイトル     | タイトル     | 人物（所属部屋 出身地） - 成績 |
| ------------ | ------------ | --- |
| 幕内最高優勝 | 幕内最高優勝 | 武蔵丸光洋（武蔵川部屋 アメリカ合衆国ハワイ州オアフ島出身） - 14勝1敗（5場所ぶり8回目）                                                          |
| 三賞         | 殊勲賞       | 該当者なし |
| 三賞         | 敢闘賞       | 若の里忍（鳴戸部屋 青森県弘前市出身） - 11勝4敗（14場所ぶり2回目）                                                                               |
| 三賞         | 技能賞       | 追風海直飛人（追手風部屋 青森県北津軽郡板柳町出身） - 9勝6敗（初受賞） 栃乃花仁（春日野部屋 岩手県九戸郡山形村出身） - 10勝5敗（2場所ぶり2回目） |
| 十両優勝     | 十両優勝     | 琴光喜啓司（佐渡ヶ嶽部屋 愛知県岡崎市出身） - 14勝1敗                                                                                            |

#### 十一月場所（九州場所）
福岡国際センター（福岡市）を会場に、初日の11月5日（日）から千秋楽の11月19日（日）までの15日間開催された。
| タイトル     | タイトル     | 人物（所属部屋 出身地） - 成績                                                                                           |
| ------------ | ------------ | --- |
| 幕内最高優勝 | 幕内最高優勝 | 曙太郎（東関部屋 アメリカ合衆国ハワイ州オアフ島出身） - 14勝1敗（2場所ぶり11回目）                                       |
| 三賞         | 殊勲賞       | 若の里忍（鳴戸部屋 青森県弘前市出身） - 9勝6敗（初受賞） 琴光喜啓司（佐渡ヶ嶽部屋 愛知県岡崎市出身） - 13勝2敗（初受賞） |
| 三賞         | 敢闘賞       | 琴光喜啓司（佐渡ヶ嶽部屋 愛知県岡崎市出身） - 13勝2敗（初受賞）                                                          |
| 三賞         | 技能賞       | 琴光喜啓司（佐渡ヶ嶽部屋 愛知県岡崎市出身） - 13勝2敗（初受賞）                                                          |
| 十両優勝     | 十両優勝     | 金開山龍（出羽海部屋 長崎県大村市出身） - 12勝3敗                                                                        |

### 受賞
- 年間最優秀力士賞（年間最多勝）：曙太郎（76勝14敗）

### 新弟子検査合格者
| 場所     | 主な合格者                         | 四股名     | 最高位     | 最終場所       | 備考             |
| -------- | ---------------------------------- | ---------- | ---------- | -------------- | ---------------- |
| 1月場所  | バダルチ・ダシニャム               | 朝赤龍太郎 | 関脇       | 2017年3月場所  |                  |
| 1月場所  | アリオンバヤル・ウヌルジャラガラ   | 白馬毅     | 小結       | 2011年1月場所  |                  |
| 3月場所  | エレヘムーオチル・サンチルボルド   | 龍皇昇     | 前頭8枚目  | 2013年7月場所  |                  |
| 3月場所  | 棟方幸観                           | 寶智山幸観 | 前頭14枚目 | 2013年11月場所 |                  |
| 3月場所  | 再田史也                           | 若乃島史也 | 十両7枚目  | 2017年9月場所  |                  |
| 3月場所  | 持丸貴信                           | 飛天龍貴信 | 十両13枚目 | 2020年11月場所 |                  |
| 5月場所  | 霜鳥典雄                           | 霜鳥典雄   | 小結       | 2011年1月場所  | 幕下最下位格付出 |
| 7月場所  | 對馬竜太                           | 岩木山竜太 | 小結       | 2010年9月場所  | 幕下最下位格付出 |
| 7月場所  | ウルジーバヤル・ウルジージャルガル | 鬼嵐力     | 十両7枚目  | 2014年7月場所  |                  |
| 9月場所  |                                    |            |            |                |                  |
| 11月場所 | エルデネスフ・ムンフォルギル       | 光龍忠晴   | 前頭11枚目 | 2011年1月場所  |                  |
| 11月場所 | ドゥブチン・ハグワー               | 保志光信一 | 十両筆頭   | 2011年1月場所  |                  |

### 引退
| 場所     | 主な引退力士 | 最高位     | 初土俵                            | 備考               |
| -------- | ------------ | ---------- | --------------------------------- | ------------------ |
| 1月場所  | 鳥海龍秀俊   | 十両9枚目  | 1981年3月場所                     |                    |
| 1月場所  | 嵐立磨       | 十両10枚目 | 1986年3月場所                     |                    |
| 3月場所  | 若乃花勝     | 第66代横綱 | 1988年3月場所                     | 年寄「藤島」襲名   |
| 5月場所  | 巌雄謙治     | 前頭筆頭   | 1986年3月場所                     | 準年寄就任         |
| 7月場所  | 出羽平真一   | 十両4枚目  | 1997年3月場所（幕下最下位格付出） |                    |
| 9月場所  | 琴錦功宗     | 関脇       | 1984年3月場所                     | 準年寄就任         |
| 9月場所  | 水戸泉政人   | 関脇       | 1978年3月場所                     | 年寄「錦戸」襲名   |
| 9月場所  | 北勝鬨準人   | 前頭3枚目  | 1981年5月場所                     | 年寄「勝ノ浦」襲名 |
| 9月場所  | 大日ノ出崇揚 | 前頭9枚目  | 1992年1月場所（幕下最下位格付出） |                    |
| 9月場所  | 星安出寿保世 | 十両2枚目  | 1988年5月場所                     |                    |
| 11月場所 | 出羽嵐大輔   | 前頭14枚目 | 1989年3月場所                     |                    |

#### 引退相撲興行
- 1月29日 - 琴稲妻引退粂川襲名披露大相撲（両国国技館）
- 1月30日 - 栃乃和歌引退竹縄襲名披露大相撲（両国国技館）
- 5月27日 - 舞の海引退断髪式披露大相撲（両国国技館）
- 9月23日 - 若乃花引退藤島襲名披露大相撲（両国国技館）

## 誕生
- 2月14日 - 王鵬幸之介（現役力士、所属：大嶽部屋）[14]
- 4月20日 - 平戸海雄貴（現役力士、所属：境川部屋）[15]
- 5月5日 - 阿武剋一弘（現役力士、所属：阿武松部屋）
- 5月25日 - 大青山大介（現役力士、所属：荒汐部屋）
- 6月7日 - 大の里泰輝（現役力士、所属：二所ノ関部屋）
- 11月12日 - 北の若大輔（現役力士、所属：八角部屋）[16]

## 死去
- 1月14日 - 吉の谷彰俊（最高位：前頭4枚目、所属：出羽海部屋、年寄：大鳴戸、* 1949年【昭和24年】）[17]
- 2月16日 - 薬師山精進（最高位：十両13枚目、所属：高砂部屋、* 1920年【大正9年】）
- 5月5日 - 愛宕山武司（最高位：前頭3枚目、所属：高砂部屋、* 1936年【昭和11年】）[18]
- 12月5日 - 星甲良夫（最高位：前頭4枚目、所属：井筒部屋、* 1926年【大正15年】）[19]